# Piazza Roma (Senigallia)
Piazza Roma di Senigallia è una piazza che si trova nel centro storico della città, circa a metà di corso II Giugno.
In questo spazio si trova il seicentesco Palazzo del Governo, oggi sede degli uffici comunali, realizzato dall'architetto urbinate Muzio Oddi, lo stesso che collocherà nella piazza la fontana del Nettuno, di origini romane o proveniente dalla scuola dello scultore fiammingo Giambologna.
In un lato della piazza oggi sono presenti dei negozi, mentre nell'altro spicca la facciata settecentesca (restaurata nel 2010) dell'abitazione di Giulio Fagnano dei Toschi, matematico senigalliese.